# Open Castilla y León 2008
L'Open Castilla y León 2008 è stato un torneo di tennis facente parte della categoria ATP Challenger Series nell'ambito dell'ATP Challenger Series 2008. Il torneo si è giocato a Segovia in Spagna dal 4 al 10 agosto 2008 su campi in cemento e aveva un montepremi di $125 000+H.

## Vincitori

### Singolare
Serhij Stachovs'kyj ha battuto in finale  Thyago Alves con il punteggio di 7–5, 7–6(4)

### Doppio
Ross Hutchins /  Jim Thomas hanno battuto in finale  Jaroslav Levinský /  Filip Polášek con il punteggio di 7–6(3), 3–6, [10–8]